# Eric Saade
Eric Khaled Saade (mais conhecido por Eric Saade) é um cantor e apresentador sueco, nascido a 29 de outubro de 1990, na vila de Kattarp, Helsingborg, Suécia.
Filho de mãe sueca e pai libanês, a música foi desde cedo a sua paixão. Começou a sua carreira em 2007, como membro da boysband 'What's Up', que acabaria por abandonar em 2009 para começar a sua carreira a solo.
Em 2011 representou o seu país no Festival Eurovisão da Canção, tendo sido inclusive um dos favoritos à vitória, contudo, acabou na 3ª posição desse mesmo concurso.
Atualmente é um dos cantores mais requisitados da Suécia e conta com inúmeros fãs espalhados a nível mundial.

## Carreira
Aos 15 anos participou no “Joker” (actualmente Popkorn), um concurso televisivo de talentos, donde saiu vencedor. Conseguiu ainda o seu primeiro contrato com uma gravadora onde fez um CD; mas o seu sucesso só viria a ser alcançado aos 17 anos depois de ter formado uma boyband chamada “What’s Up” com mais três rapazes. Eric e os “What’s Up” dobraram e gravaram a banda sonora do filme “Camp Rock” para sueco, em que Eric fazia a voz de Shane Gray, papel interpretado por Joe Jonas. A 26 de Fevereiro de 2009, Eric anunciou a saída da banda para iniciar a sua carreira a solo. Eric foi anfitrião do “Disney Channel”, onde chegou a entrevistar Zac Efron e Vanessa Hudgens na sua visita à Suécia. Foi cara da campanha “Friends for change”, também na Disney Channel Escandinávia. Foi também anfitrião no “My Camp Rock” no Outono de 2009. A 24 de Agosto de 2009 assinou um contrato com a editora discográfica Roxy Recordigs com a qual lançou o seu 1º single, Sleepless, que conta também com um videoclipe.

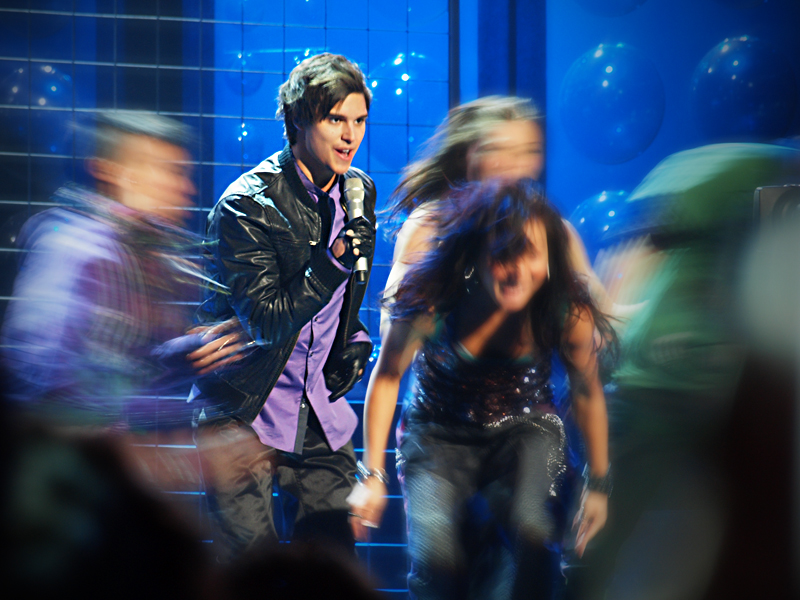
Eric Saade no Melodifestivalen 2010 com a música "Manboy".

A Fevereiro de 2010 participou pela 1ª vez no Melodifestivalen (programa sueco que seleciona a voz para a Eurovisão) com a música “Manboy”, com a qual terminou na 3ª posição. Como não ganhou, apresentou os votos da Suécia na Eurovisão. Em Maio desse mesmo ano lançou o seu 1º álbum a solo, intitulado de “Masquerade” que ficou em 2º lugar dos rankings da Suécia. Esse álbum conta com os singles “Sleepless”, “Manboy” e “Break of Dawn”. Durante o Verão de 2010, Eric visitou 30 cidades na Suécia com a sua própria tournée “Masquerade Tour”. No Inverno de 2010 teve a oportunidade de ter o seu próprio programa de televisão, como título de “Jul Med Eric Saade” (Natal com Eric Saade), também no Disney Channel.

Eric Saade na 2ª Semi-final do Festival Eurovisão da Canção com a música "Popular".

Em Fevereiro de 2011 voltou ao Melodifestivalen, desta vez com a música “Popular”, que foi escolhida para representar a Suécia. A 12 de Maio deu-se a 2ª semi-final da Eurovisão de 2011, em Düsseldorf, Alemanha. Nessa mesma semi-final Eric acabou em 1º lugar, qualificando-se para a final a 14 de Maio de 2011. Apesar de ser um dos favoritos à vitória, ficou em 3º lugar; a classificação mais alta da Suécia desde 2000. No mesmo ano, após o seu percurso na Eurovisão, lançou o seu segundo álbum de originais, “Saade Vol.1”, a 29 de Junho, totalmente composto por si e pela sua equipa de compositores. Deste álbum fazem parte os singles “Still Loving it”, que foi usado para a promoção do disco; “Popular” e “Hearts in the Air” ft. J-son, que conta com um videoclipe. Enquanto fazia a tournée de promoção “Made of Pop” por toda a Suécia, para este mesmo álbum, Eric continuava a compor e a gravar o seu terceiro álbum de originais, “Saade Vol.2”. Este álbum foi lançado a 30 de Novembro e conta com o single “Hotter than Fire” com a participação da cantora Norte-americana Dev. Para este single Eric também gravou um videoclipe.
Recentemente, em 2012, realizou a turnê “Pop Explosion”. Todas as suas turnês foram realizadas na Suécia, mas Eric planeia proximamente fazer uma tournée pela Europa, para assim começar a realizar o seu sonho de uma carreira internacional. Também recentemente gravou o single “Imagine” em parceria com a cantora norueguesa Tone Damli, que foi lançado a 27 de Abril de 2012, "Miss Unknown" e "Marching (In The Name Of Love", ambos lançados a 24 de Outubro de 2012.
Nas suas actuações, Eric não é apenas um cantor, mas também um enterteiner, pois gosta de entreter o público com coreografias bem trabalhadas com bailarinos e de surpreender com elementos de palco que se enquadram perfeitamente nas suas músicas.

No dia 24 de abril de 2013, Eric Saade lançou "Coming Home", o primeiro single de seu quarto álbum de estúdio, chamado "Forgive Me". A canção, com elementos fortes já conhecidos da era Masquerade, trouxe de volta as lembranças de onde tudo começou.
Em uma postagem em seu site oficial, Eric Saade contou que o seu novo álbum seria mais pessoal e honesto, com um som diferente do que ele vem fazendo desde o Saade vol. 1.

Além do novo álbum, Saade anunciou a sua mais nova turnê que irá começar em maio e passará pela Dinamarca, Finlândia, Suécia, Noruega e Islândia. As datas serão divulgadas em breve no site do 2Entertain. O álbum "Forgive Me", será lançado no verão suéco e ainda não teve o seu tracklist divulgado.

## Álbuns
- 2010: Masquerade
- 2011: Saade Vol. 1
- 2011: Saade Vol. 2
- 2013: Forgive Me

## EP
- 2013: Coming Home EP

## Singles
- 2009: "Sleepless"
- 2010: "Manboy"
- 2010: "Break of Dawn"
- 2010: "Masquerade"
- 2011: "Still Loving it"
- 2011: "Popular"
- 2011: "Hearts in the Air" (feat. J-Son)
- 2011: "Hotter Than Fire" (feat. Dev)
- 2012: "Imagine" (feat. Tone Damli)
- 2012: "Marching (In The Name Of Love)"
- 2012: "Miss Unknown"
- 2013: "Coming Home"